# N’Klabe
N'Klabe – portorykański zespół grający muzykę salsa, utworzony w 2003 przez Héctora Torresa, Félixa Javiera Torresa i Ricardo Porratę.

## Historia
Grupa została nominowana do wielu nagród w trakcie swojej krótkiej kariery i nazwana „przyszłością muzyki Salsa” przez takich pionierów gatunku jak Cheo Feliciano.
Grupa współpracowała z artystą reggae Voltio oraz R.K.M. & Ken-Y. W 2008 zespół rozpoczął międzynarodowe tournée, m.in. w Peru, Kolumbii i USA. Podczas koncertu w Limie znajdowało się 35 000 fanów.

## Członkowie zespołu
- Ricardo Porrata „Ricky”
- Félix Javier „Felo” Torres
- Hector Torres

## Dyskografia
- Salsa Contra Viento y Marea (2004)
- I Love Salsa (2005)
- A Punto de Estallar (2006)
- La Nueva Escuela 'Nu School' (2007)